# Versicherungssumme
Als Versicherungssumme wird im Versicherungsrecht der Betrag bezeichnet, der durch eine Versicherungspolice im Höchstfall gedeckt ist.

## Allgemeines
Der Versicherungsschutz muss im Regelfall betraglich begrenzt sein, damit im Versicherungsfall der Versicherungsnehmer und der Versicherer die Zahlung kalkulieren können. Die Versicherungssumme ist Bestandteil des Versicherungsvertrages. Die Versicherungssumme ist keine objektiv feststehende Größe, sondern sie wird – meist entsprechend dem Antrag des Versicherungsnehmers – frei vereinbart. Da sich die Versicherungsprämie nach der Höhe der Versicherungssumme richtet, ergibt sich insbesondere in der Summenversicherung eine Anpassung an den tatsächlichen Bedarf.

## Rechtsfragen
Die Versicherungssumme ist ein Rechtsbegriff des Versicherungsvertragsgesetzes (VVG), das jedoch keine Legaldefinition vorsieht. Zu unterscheiden ist die Funktion der Versicherungssumme in der Lebens- und Schadenversicherung.

### Schadenversicherung
Im Bereich der Schadenversicherung wird von der Deckungssumme gesprochen. Schäden werden also nur bis zu dieser Höhe vom Versicherer reguliert. Deshalb sollte hier die Versicherungssumme dem Versicherungswert entsprechen. Reicht die Deckungssumme nicht aus, liegt Unterversicherung vor; ist sie zu hoch, handelt es sich um eine irrationale Überversicherung (§§ 74 VVG, § 75 VVG). Über- und Unterversicherung setzen einen Vergleich mit dem Versicherungswert voraus. Theoretisch ist auch eine Schadenversicherung ohne Versicherungssumme möglich, sie kommt aber selten vor (etwa Kaskoversicherung).

### Lebensversicherung
Bei Lebensversicherungen bezeichnet die Versicherungssumme den Betrag, zu dessen Leistung im Versicherungsfall sich der Versicherer mit Vertragsabschluss verpflichtet hat. Die tatsächliche Versicherungsleistung umfasst neben der Versicherungssumme außerdem noch die Überschussbeteiligung. Wird die Prämie nicht bezahlt, liegt eine prämienfreie Versicherungssumme vor. Der vorhandene Rückkaufswert wird dabei wie eine Einmalzahlung in eine Versicherungssumme umgerechnet, die stets unter der ursprünglich vereinbarten Versicherungssumme liegt.

## Leistungsbegrenzung
Während bei der Summenversicherung nur die Versicherungssumme leistungsbegrenzend wirkt, tritt bei Schadenversicherungen die Schadenshöhe als zweiter leistungsbegrenzender Faktor hinzu. Ist mithin der Schaden niedriger als die Versicherungssumme, wird nur der Schaden ersetzt.